# Marienfeld, Cimișlia
Marienfeld este un sat din cadrul comunei Ialpujeni din raionul Cimișlia (Republica Moldova).

## Istoric
Fondat în 1911 de către nemții colonizatori. Aceștia revenind în Germania în 1940, conform pactului Molotov-Ribentrop. Denumirea localității a fost schimbată la data de 23 ianuarie 1965 în Pervomaisc, iar apoi, prin Ordinul nr. 882 din 22 ianuarie 1992, s-a revenit la denumirea veche - Marienfeld.

## Demografie

### Structura etnică
Structura etnică a localității conform recensământului populației din 2004:
| Grup etnic                    | Populație | % Procentaj |
| ----------------------------- | --------- | ----------- |
| Băștinași declarați Moldoveni | 634       | 98,14%      |
| Ucraineni                     | 8         | 1,24%       |
| Ruși                          | 3         | 0,46%       |
| Găgăuzi                       | 1         | 0,15%       |
| Total                         | 646       |             |